# 伯奇费尔
伯勒尔·克拉克·伯奇费尔（英語：Burrell Clark Burchfiel，1934年3月21日—），美国构造地质学家。
1961年获得耶鲁大学博士学位，1977年迄今任麻省理工學院教授。主要研究兴趣为大陆地壳的起源、发展和演化，目前主要研究青藏高原的地质史和演化。伯奇费尔是美国国家科学院院士、美国文理科学院院士。1997年當選為中國科學院外籍院士。